# Hägglingen
Hägglingen (schweizerdeutsch: ˈhækliɡə) ist eine Einwohnergemeinde im Schweizer Kanton Aargau. Sie liegt im westlichen Teil des Bezirks Bremgarten am Rande des Bünztals.

## Geographie
Das Dorf wird auch als «Sieben-Hügel-Dorf» bezeichnet, da es auf der von zahlreichen Hügeln der Wagenrain-Kette begrenzten Rötler-Hochebene liegt. Rund einen Kilometer östlich des Dorfes befindet sich die Wasserscheide zwischen Bünztal und Reusstal. Der Maiengrün, mit 589 m ü. M. der höchste dieser Hügel, liegt im Nordwesten. Rund anderthalb Kilometer nördlich des Dorfes liegt der Weiler Igelweid (508 m ü. M.) in einem Tal zwischen dem Maiengrün und dem Ringlisberg (551 m ü. M.). Etwas mehr als zwei Kilometer südöstlich liegt der Weiler Rüti (510 m ü. M.).
Die Fläche des Gemeindegebiets beträgt 775 Hektaren, davon sind 254 Hektaren bewaldet und 86 Hektaren überbaut. Der höchste Punkt befindet sich auf 589 Metern auf dem Maiengrün-Hügel, der tiefste auf 445 Metern an der westlichen Gemeindegrenze. Nachbargemeinden sind Mägenwil und Wohlenschwil im Norden, Tägerig im Nordosten, Niederwil im Osten, Wohlen im Süden, Dottikon im Westen sowie Othmarsingen im Nordwesten.

## Geschichte
Die Besiedlung der Hochebene erfolgte erstmals durch die Römer im Zusammenhang mit dem Bau des Legionslagers Vindonissa. Die Legionäre beuteten einen Steinbruch im Wald zwischen Mägenwil und Hägglingen aus. Etwa im 6. Jahrhundert liessen sich die Alamannen nieder. Im Jahr 1036 erfolgte die erste urkundliche Erwähnung von Hekelingen. Der Ortsname stammt vom althochdeutschen Haccilingun und bedeutet «bei den Leuten des Haccilo». Graf Ulrich von Lenzburg schenkte damals die Kirche und den Meierhof dem Stift Beromünster, behielt aber weiterhin die herrschaftlichen Rechte.
Nach dem Aussterben der Lenzburger übernahmen die Grafen von Kyburg im Jahr 1173 die Landesherrschaft. Diese starben 1264 ihrerseits aus, und die Habsburger traten ihr Erbe an. Die niedere Gerichtsbarkeit wurde an die Hallwyler verliehen, während die Habsburger die hohe Gerichtsbarkeit behielten. 1415 eroberten die Eidgenossen den Aargau. Hägglingen bildete ein Amt in den Freien Ämtern, einer gemeinen Herrschaft. 1529 trat die Bevölkerung zur Reformation über, musste aber bereits zwei Jahre später, nach dem Zweiten Kappelerkrieg, zur katholischen Konfession zurückkehren. Zwischen 1611 und 1613 starb bei Pestepidemien ein Viertel der Bevölkerung.

Luftansicht (1967)

Durchmarschierende Berner Truppen plünderten am 24. Januar 1656 vor der ersten Schlacht von Villmergen das Dorf, schändeten die Kirche und brannten zahlreiche Häuser nieder. Nach dem zweiten Villmergerkrieg von 1712 verloren die katholischen Orte ihren Einfluss in den unteren Freien Ämtern. Hägglingen wurde von Zürich, Bern und Glarus aus verwaltet. Im März 1798 eroberten die Franzosen die Schweiz und riefen die Helvetische Republik aus. Am 26. April kam es auf dem Emmetfeld zum Gefecht bei Hägglingen zwischen französischen und eidgenössischen Truppen, woran ein Wegkreuz zwischen Hägglingen und Rüti erinnert. Bis Oktober 1801 gab es wiederholt Durchzüge und Einquartierungen französischer Truppen. Auf die Helvetik folgte 1803 die Mediation, die den alten Wunschtraum des Anschlusses des Freiamts an Zug verhinderte und den kurzlebigen Kanton Baden dem Kanton Aargau einverleibte.
Von 1805 bis 1815 kaufte sich das Dorf von den Zehnten frei. Bis 1867 gehörte Hägglingen zur Pfarrei Dottikon. 1823 wurde der Weiler Rüti eingemeindet, der zuvor ein Steckhof und eine Exklave des Amtes Hermetschwil gewesen war. 1850 war Hägglingen die drittgrösste Gemeinde des Bezirks. Nach mehreren Auswanderungswellen sank die Einwohnerzahl und erreichte erst ein Jahrhundert später den alten Stand. Seither ist die Einwohnerzahl nur leicht gestiegen. Hägglingen machte nicht die gleiche stürmische Entwicklung durch wie zahlreiche andere Dörfer im Bezirk Bremgarten.

## Sehenswürdigkeiten

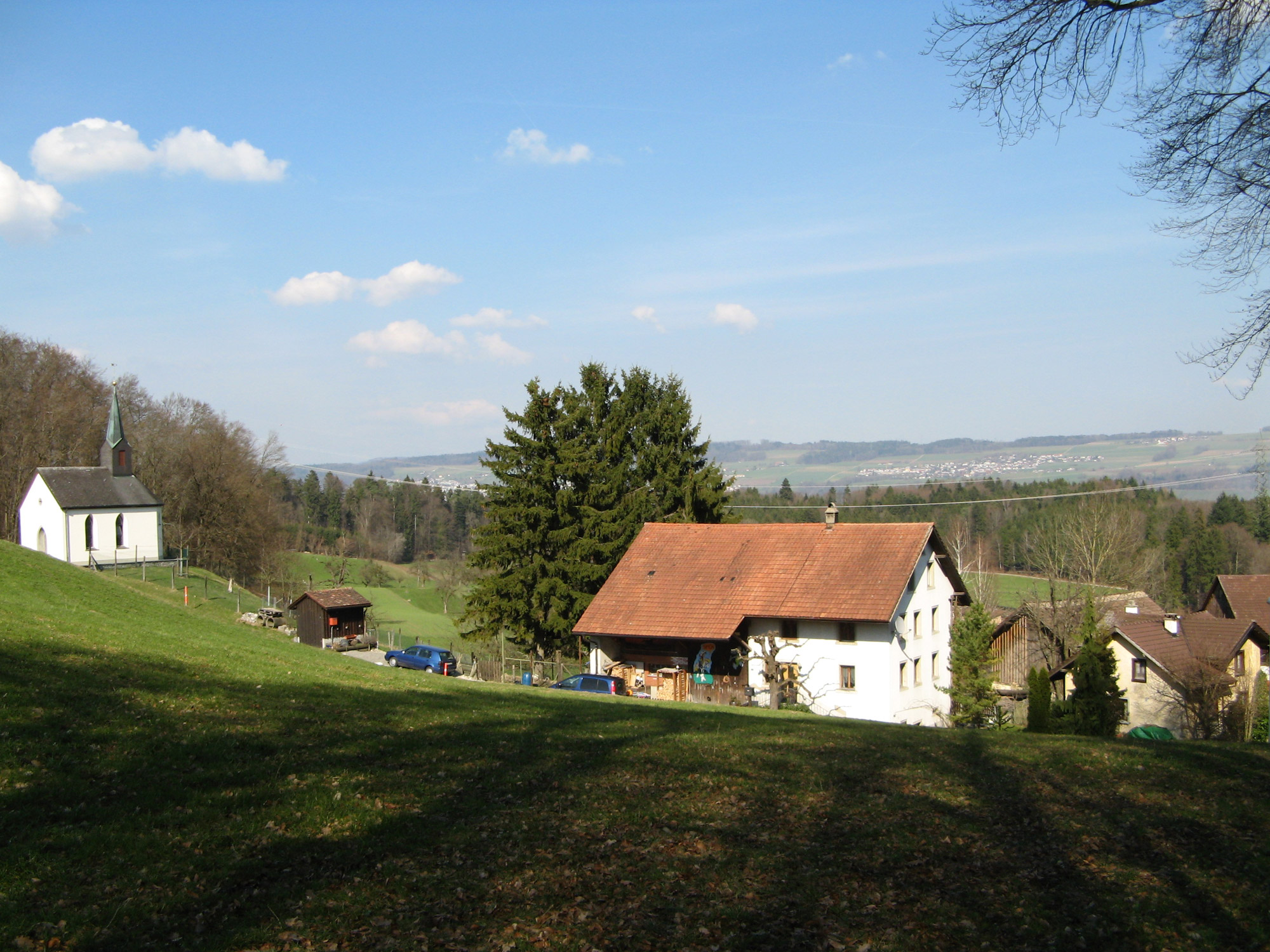
Der Weiler Rüti mit Kapelle

Die dem Erzengel Michael geweihte katholische Pfarrkirche ist eine der ältesten im Freiamt und entstand spätestens zu Beginn des 11. Jahrhunderts. Zwischen 1457 und 1466 erfolgte ein Neubau, wobei der Turmunterteil bis heute erhalten geblieben ist. Im Turm kamen 1951 auch die Fundamente der romanischen Vorgängerkirche und spätgotische Fresken zum Vorschein. Der Chor und etwas mehr als die Hälfte des heutigen Schiffes entstanden zwischen 1739 und 1742. Dabei brach man das Schiff ab und mauerte die Öffnung zu diesem am westseitigen Turmchor zu, den Turmchor selbst baute man zur Sakristei um. Die Leitung des Neubaus von Chor und Schiff hatte Franz Xaver Wiederkehr aus Mellingen inne, der zu dieser Zeit Schultheiss war. Um 1750 erhöhte man den Glockenturm. Das Schiff wurde zwischen 1831 und 1832 um 10 Meter verlängert, dabei trug man das westseitige Vorzeichen ab.
Das Pfarrhaus stammt aus dem Jahr 1744 und ist ein typisches Freiämter Dixhuitième-Gebäude. Es ist dreigeschossig und besitzt einen quadratischen Grundriss. Die kirchseitige Trauffront bildet die repräsentative Seite des Gebäudes. Die Wandöffnungen sind symmetrisch in drei Achsen geordnet, über dem zentralen Eingangsportal befindet sich das ovale heraldische Relief mit dem Stiftswappen von Beromünster und dem Baudatum 1744.
Auf dem Maiengrün steht der 35 Meter hohe Maiengrünturm, mit Blick auf Schwarzwald und Alpen.

## Galerie

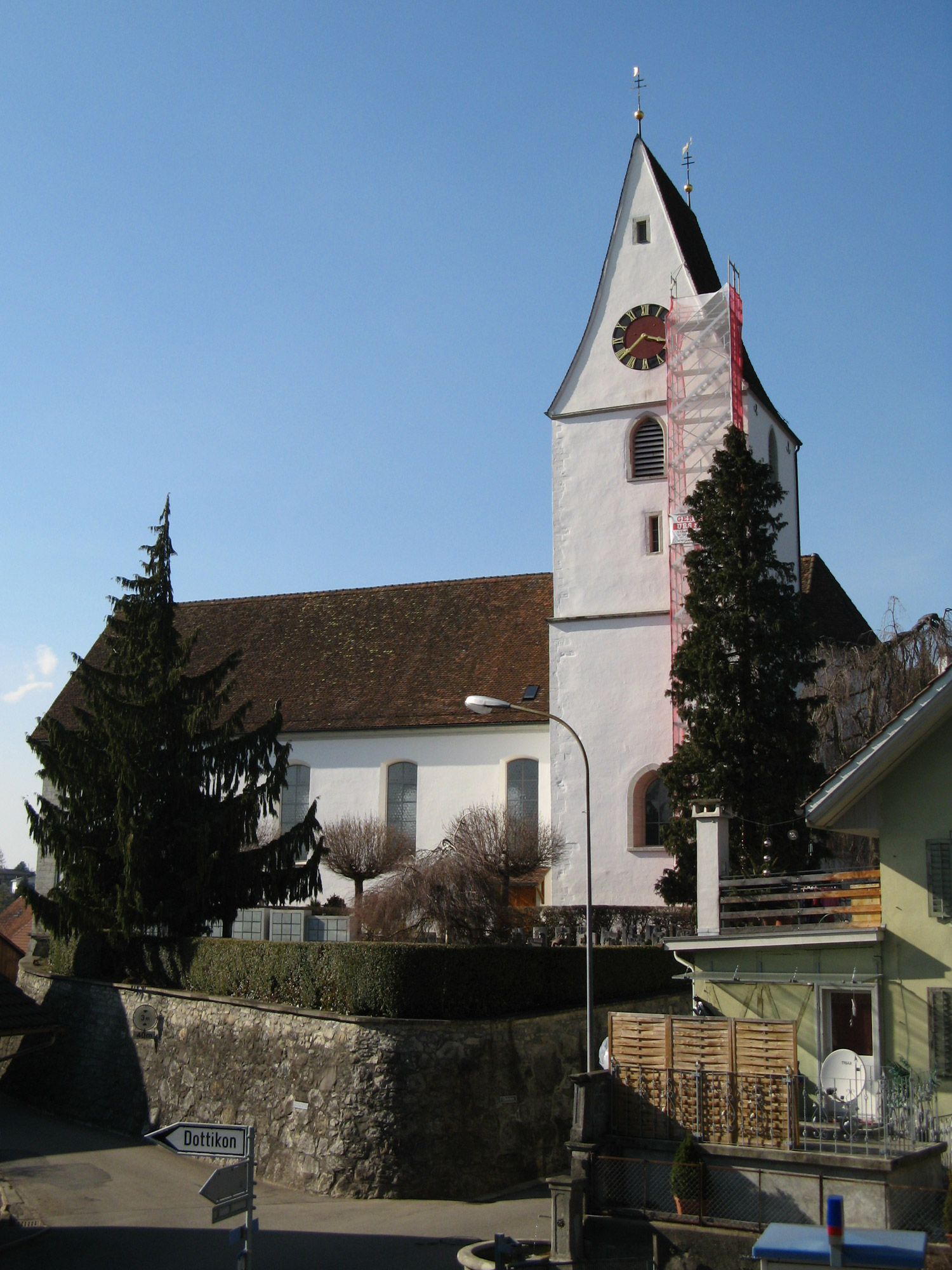
Pfarrkirche St. Michael
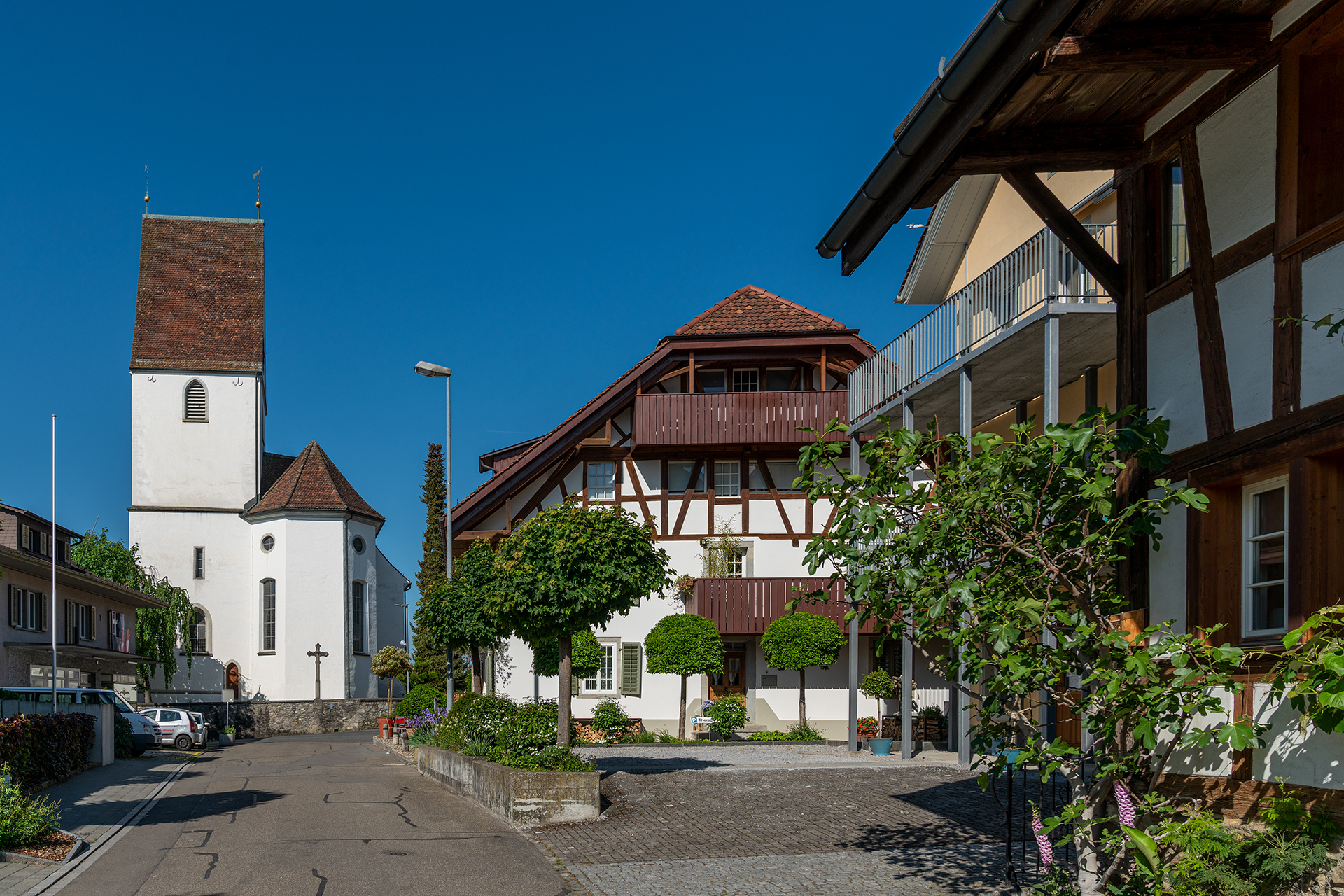
Poststrasse
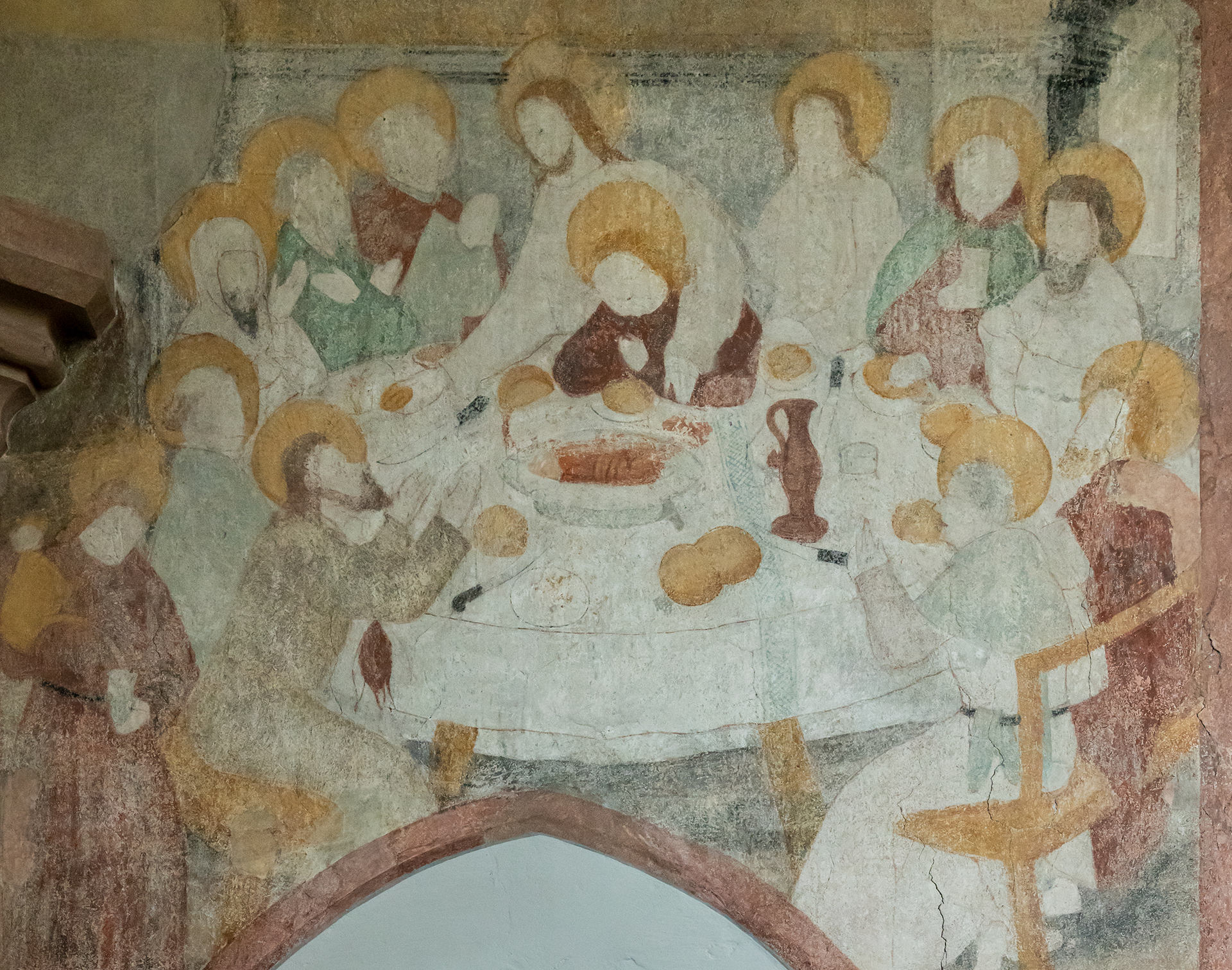
Fresko «Abendmahl» (Turmchor)
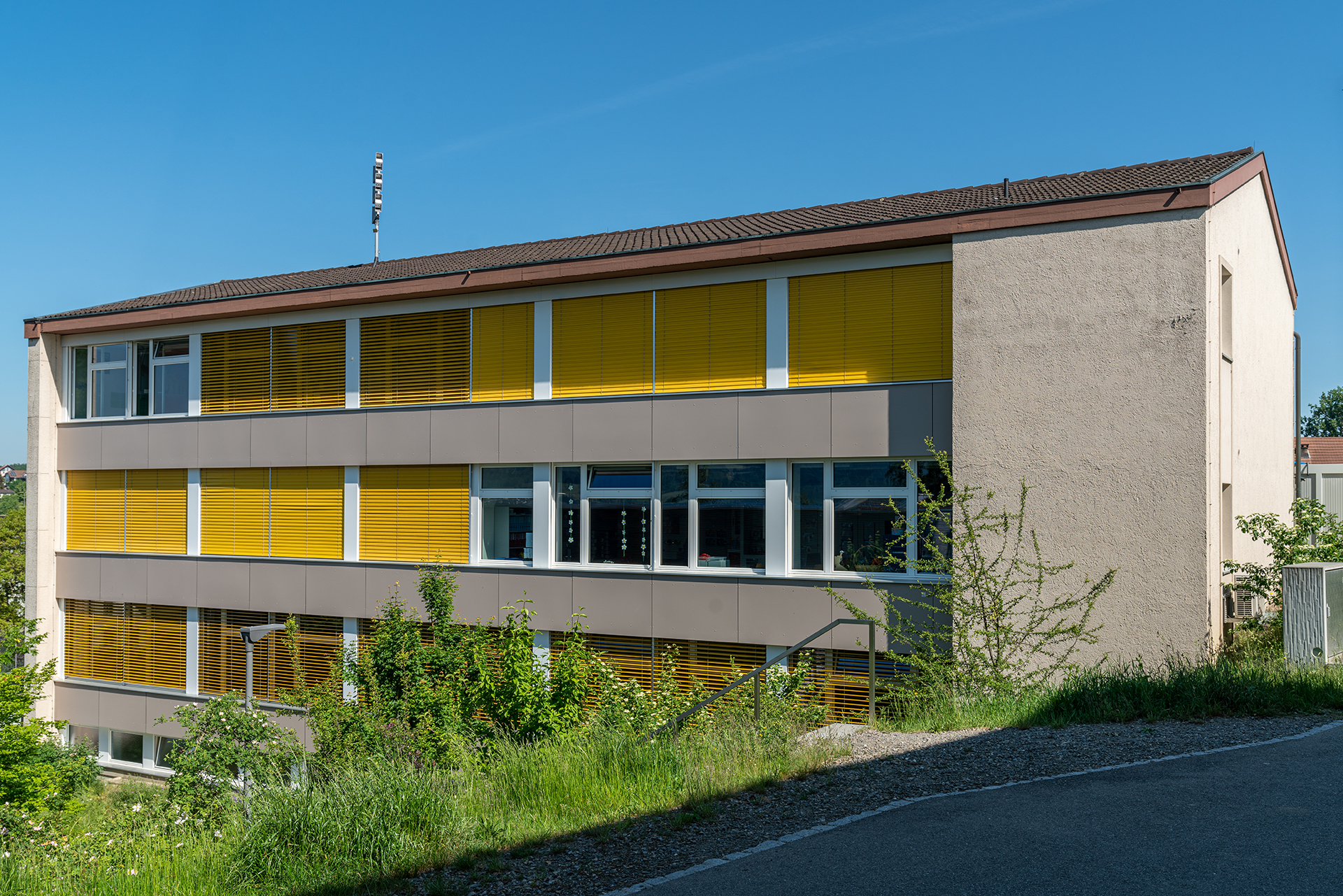
Schulhaus Birch
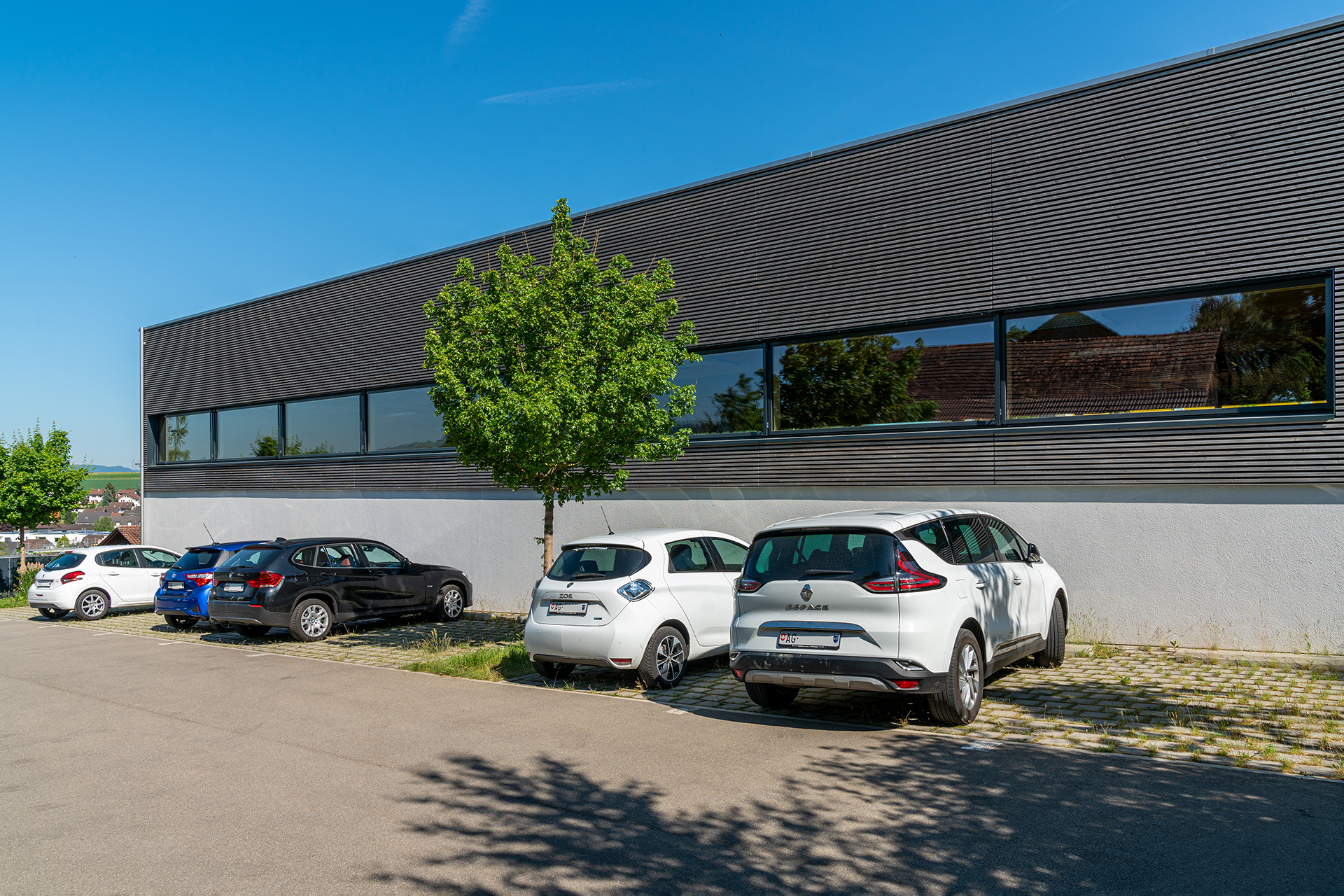
Turnhalle Birch
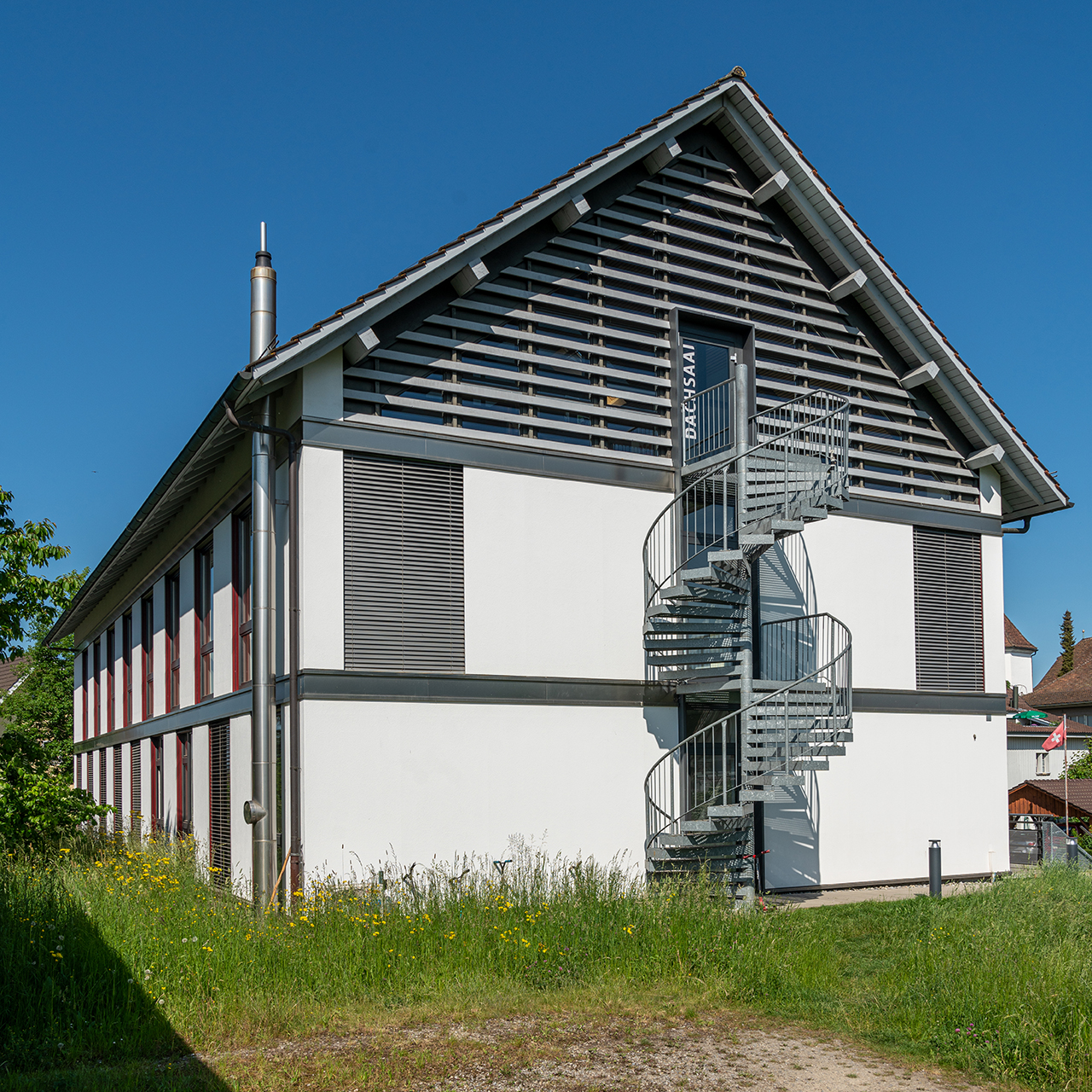
Gemeindehaus
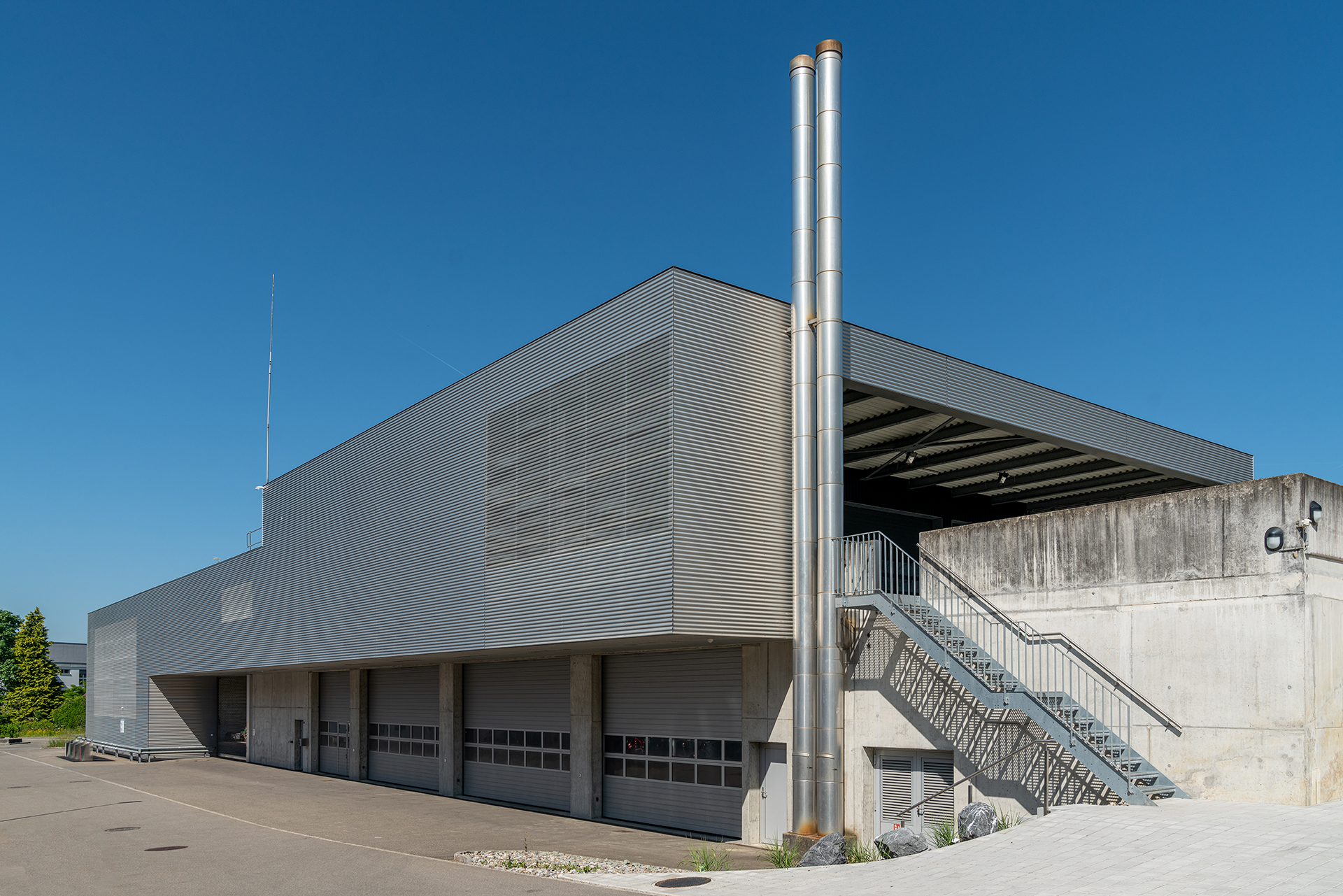
Feuerwehr

## Wappen
Die Blasonierung des Gemeindewappens lautet: «In Blau schräg gestellte gelbe Hechel mit schwarzen Nägeln.» Die Hechel, ein Gerät zur Verarbeitung von Hanf, geht auf eine volksetymologische Fehldeutung des Ortsnamens zurück und erschien erstmals 1547/48 in der Bilderchronik von Johannes Stumpf. In Hans Conrad Gygers Karte aus dem Jahr 1667 ist das gleiche Wappen enthalten. Später wurde der Hechel eine Hanfblüte beigegeben. Gemeinderat und Ortsbürgerkommission beschlossen 1965, wieder zum heraldisch richtigen Wappen zurückzukehren. Das Staatsarchiv Aargau stellte dazu fest: «Das Wappen in der vorliegenden antiken Darstellung gehört zu den heraldisch besten Gemeindewappen des Kantons, auf dessen Form und Alter die Gemeinde stolz sein kann.» Die Nägel wurden 2002 zeichnerisch vereinfacht.

## Bevölkerung
Die Einwohnerzahlen entwickelten sich wie folgt:
| Jahr      | 1850 | 1900 | 1930 | 1950 | 1960 | 1970 | 1980 | 1990 | 2000 | 2010 | 2020 |
| Einwohner | 1535 | 1415 | 1466 | 1514 | 1564 | 1711 | 1672 | 1846 | 1990 | 2281 | 2437 |

Am 31. Dezember 2023 lebten 2529 Menschen in Hägglingen, der Ausländeranteil betrug 16,6 %. Bei der Volkszählung 2015 bezeichneten sich 46,5 % als römisch-katholisch und 21,7 % als reformiert; 31,8 % waren konfessionslos oder gehörten anderen Glaubensrichtungen an. 92,4 % gaben bei der Volkszählung Deutsch als ihre Hauptsprache an, je 1,6 % Albanisch, Italienisch und Serbokroatisch sowie 1,0 % Türkisch.

## Politik und Recht
Die Versammlung der Stimmberechtigten, die Gemeindeversammlung, übt die Legislativgewalt aus. Ausführende Behörde ist der fünfköpfige Gemeinderat. Er wird im Majorzverfahren vom Volk gewählt, seine Amtsdauer beträgt vier Jahre. Der Gemeinderat führt und repräsentiert die Gemeinde. Dazu vollzieht er die Beschlüsse der Gemeindeversammlung und die Aufgaben, die ihm vom Kanton zugeteilt wurden. Für Rechtsstreitigkeiten ist in erster Instanz das Bezirksgericht Bremgarten zuständig. Hägglingen gehört zum Friedensrichterkreis VI (Wohlen).

## Wirtschaft
In Hägglingen gibt es gemäss der im Jahr 2015 erhobenen Statistik der Unternehmensstruktur (STATENT) rund 850 Arbeitsplätze, davon 12 % in der Landwirtschaft, 54 % in der Industrie und 34 % im Dienstleistungssektor. Bedeutend ist vor allem die Kunststoffindustrie. Die meisten Erwerbstätigen sind Wegpendler und arbeiten in Dottikon, Lenzburg, Villmergen oder Wohlen.

## Verkehr
Hägglingen wird nicht durch den Durchgangsverkehr belastet, da keine Hauptstrasse durch das Dorf führt. Der Autobahnanschluss Mägenwil ist dennoch nur ein paar Autominuten entfernt. Es gibt zwei Postautolinien zum Bahnhof Wohlen, die eine über Anglikon, die andere über Villmergen.

## Bildung
In Hägglingen gibt es zwei Kindergärten und ein Schulhaus, in dem die Primarschule unterrichtet wird. Sämtliche Typen der Oberstufe (Realschule, Sekundarschule und Bezirksschule) können im benachbarten Dottikon besucht werden. Das nächstgelegene Gymnasium ist die Kantonsschule Wohlen.

## Persönlichkeiten
- Geschwister Schmid, die in den 1940er- und 1950er-Jahren mit volkstümlichen Liedern ihres Komponisten Artur Beul in ganz Europa und später in den USA grosse Erfolge feierten.
- Theo Fischer (* 1937), Nationalrat
- Joël Geissmann (* 1993), Fussballspieler
- Johann Huber (1812–1879), Stiftspropst in Zurzach
- Ariane Pejkovic (* 1986), Handballspielerin
- Stefan Richner (* 1974), Radrennfahrer
- Thomas Schmid (* 1950), Journalist
- Pierre Stutz (* 1953), Theologe
- Peach Weber (* 1952), Komiker
- Anna Winistörfer-Ruepp (1852–1934), Lehrerin, Zeitungsgründerin, Redakteurin und katholische Frauenrechtlerin